# Луис Гонсалес де Убиета
Луис Гонсалес де Убиета (на испански: Luis González de Ubieta) е испански адмирал от испанския републикански флот по време на Гражданската война в Испания.
Той умира в изгнание като капитан на панамския търговски кораб „Chiriqui“, отказвайки да бъде спасен, когато корабът под негово командване потъва в Карибско море недалеч от Баранкиля, Колумбия.

## Биография
Баща му Хуан Даниел Гонсалес де Убиета е инженер по горско стопанство, роден в долината Гордексола в Бискай. Той умира в Мадрид през 1925 г.
В средата на 1936 г. по време на профашисткия опит за преврат през юли 1936 г., който бележи началото на Испанската гражданска война, Луис Гонсалес де Убиета се издига до чин лейтенант-командир на испанския републикански флот. Тогава той командва океанографски и хидрографски изследователски кораб „Ártabro“ (A-2), базиран в Картахена. Той отказва да се присъедини към бунтовниците, оставайки верен на Испанската република.
Тъй като повечето висши офицери от испанския републикански флот се присъединяват към бунта, Луис Гонсалес де Убиета бързо се издига както в ранг, така и в авторитета в рамките на лоялния флот. Така в началото на гражданската война той става командир на разрушителя „José Luis Díez“ и е изпратен да потуши малък конфликт в Аликанте, когато група бунтовнически войски от Ориуела и по-малките градове на Вега Баха се опитват неуспешно да започнат обсада от града.
След поражението на испанския републикански флот на 27 септември 1938 г. в битката при нос Шершел, когато поредица от тактически грешки от страна на републиканското командване води до загубата на два товарни кораба, Луис Гонсалес де Убиета става генерален капитан на флота и повишен в чин адмирал, след като неговият предшественик Мигел Биса Фернандес–Паласиос е освободен от задълженията си. Президентът Мануел Асаня не може да скрие разочарованието си, признавайки в мемоарите си нерешителността на бившия командир на испанския републикански флот, въпреки че разполага с по-голям брой кораби.
Под командването на Луис Гонсалес де Убиета, републиканският флот се концентрира върху защитата на морските конвои, снабдяващи международно изолираната Испанска република, както и обучението на военноморски офицери и екипажите на техните кораби.
През март 1938 г. националистическият крайцер „Балеарес“ заедно с други бунтовнически крайцери „Канариас“ и „Алмиранте Сервера“ се сблъскват с републиканските крайцери „Либертад“ и „Мендес Нунес“, придружени от пет разрушителя край Картахена в битката при нос Палос. Около 02:15 ч. на 6 март крайцерите на националистите и републиканците влизат в безсмислена стрелба. По време на битката републиканските разрушители „Санчес Баркайстегуй“, „Лепанто“ и „Алмиранте Антекера“ изстрелват своите торпеда. Две или три от торпедата на „Лепанто“ удрят „Балеарес“, потапяйки го. От неговия екипаж от 1 206 души, 765 моряци загиват, сред които бунтовническият адмирал Мануел Виерна, командир на дивизията крайцери.
Потопяването на бунтовническия тежък крайцер „Балеарес“ е приветствано като голяма победа от републиканското правителство и Луис Гонсалес де Убиета е награден с Лавров знак на Мадрид, най-високото военно отличие за храброст на Втората испанска република, докато корабите, участвали в морската битка при нос Палос са наградени с Мадридско отличие. Тази морска победа обаче има малък ефект върху войната като цяло, тъй като Гражданската война в Испания вече се обръща срещу републиката.

### Изгнание
На 8 януари 1939 г. Луис Гонсалес де Убиета е преместен в Менорка, за да поеме командването на военноморската база в Порт Махон. Той също така получава правомощията да командва всички републикански военни сили на острова. Месец по-късно, на 8 февруари изправен пред неизбежно поражение и под натиска на властите на острова, които искат да избегнат кръвопролития, Гонсалес де Убиета предава острова на бунтовниците.
След падането на Менорка Луис Гонсалес де Убиета, който е военен губернатор на острова, бяга във Франция на крайцера на британски кралски флот „HMS Devonshire“ с 452 други републикански бежанци. От Марсилия той успява да стигне до Париж със съпругата си, докато други испански републикански бежанци са отведени в Порт Вендрес и след това интернирани в концентрационния лагер Argelès-sur-Mer от френските власти.
Луис Гонсалес де Убиета живее в изгнание във Франция до нахлуването на Нацистка Германия през 1940 г., когато се премества в Мексико. След това той се установява във Венецуела. В началото на 50-те години на миналия век е капитан на търговския кораб „Chiriqui“, транспорт за добитък, плаващ под панамски флаг. На 30 декември 1950 г. неговият кораб потъва край Бокас де Сениса, близо до устието на река Магдалена в колумбийски води. Луис Гонсалес де Убиета отказва да бъде спасен и потъва с кораба си.